# Gaultheria renjifoana
Gaultheria renjifoana es una especie de arbusto perteneciente  a la familia  Ericaceae.

## Descripción
Es un arbusto perennifolio de ramas flexibles que alcanza un tamaño de entre 1,5-3 m de largo; con el  follaje decumbente. Las hojas de 6,5-11 x 2-4,5 cm, ovado-lanceoladas a elípticas, coriáceas, glabras con 17-28 dientes prominentes en ambos lados, pecíolo de 6-10 mm de largo. Flores en racimos terminales, cada racimo  con 10-20 flores cada uno; brácteas anchamente triangulares, acuminadas. Corola de 4-5,5 mm de largo,  blanca, con 5 lóbulos. El fruto es una cápsula de 8-10 mm de diámetro, globosa, blanca.

## Distribución y hábitat
Es un arbusto endémico de Chile con muy pocas localidades conocidas en una pequeña área costera de la VIII Región (provincia de Concepción). Crece a altitudes entre los 6 y 240 m sobre afloramientos rocosos empinados sobre cursos de agua, en quebradas con pequeños remanentes de bosque nativo. Actualmente, los
hábitats de la especie se encuentran rodeados por plantaciones de Eucalyptus globulus y Pinus radiata.

## Taxonomía
Gaultheria renjifoana  fue descrita por Rodolfo Amando Philippi y publicado en Anales de la Universidad de Chile 65: 60. 1884.
Etimología
Gaultheria, nombre genérico, mal escrito,  otorgado por el escandinavo Pehr Kalm en 1748 en honor de Jean François Gaultier de Quebec.
renjifoana: epíteto
Sinonimia
- Gaultheria rengifoana Phil.[5]